# Softly, Softly
Softly, Softly was een Britse politieserie, geproduceerd door de BBC vanaf januari 1966 tot en met december 1976 met in totaal 269 afleveringen. De serie was gebaseerd op de werkzaamheden van de regionale afdeling criminaliteit met rechercheurs in burgerkleren in de fictieve regio Wyvern - vermoedelijk het gebied rond Bristol en Chepstow in Engeland.
De serie (die haar naam dankt aan het Engels gezegde 'Softly, softly, catchee monkey') is voor Detective Chief Inspector Charles Barlow en Detective Inspector John Watt (rollen gespeeld door Stratford Johns en Frank Windsor) uit de populaire politie-serie Z-Cars, een nieuwe uitdaging om te strijden tegen de misdaad. Ook Robert Keegan speelt een rol als Blackitt, de sergeant van Z-Cars, die gepensioneerd is en freelance werkt voor de afdeling criminaliteit.
In 1969 werd de BBC-serie door de overgang naar kleurentelevisie opnieuw veranderd. Barlow, Watt en Hawkins werden bevorderd en naar het zuidoosten van Engeland gestuurd, naar het (opnieuw) fictieve Thamesford, waar zij werden belast met speciale operaties. De serie was van naam veranderd in Taskforce, maar de BBC was terughoudend om een bekende naam te veranderen en dus werd het Softly, Softly: Taskforce.
Johns verliet de Taskforce-serie in 1972 (Barlow kreeg zijn eigen spin-offserie Barlow at Large), maar Watt ging door tot 1976.

## Acteurs
- DCS Charlie Barlow - Stratford Johns (1966-1969)
- DI / DCI / DS / DCS John Watt - Frank Windsor (1966-1969)
- DS / DI / CI / DCI 'Harry' Hawkins - Norman Bowler (1966-1969)
- Mr Blackitt - Robert Keegan (1966-1967)
- DS Matt Stone - Alexis Kanner (1966)
- DC Reg Dwyer - Gilbert Wynne (1966-1968)
- DCI Gwyn Lewis - Garfield Morgan (1966-1967)
- ACC Calderwood - John Welsh (1966-1967)
- DC Box - Dan Meaden (1966-1968)
- ACC Gilbert - John Barron (1967-1969)
- PC Tanner - David Quilter (1966-1967)
- DS Allin - Peggy Sinclair (1967-1969)
- DC Digby - Gavin Campbell (1968-1969)
- DI Jim Cook - Philip Brack (1968-1969)
- DC Morgan - Howell Evans (1968-1969)
- Jean Morrow - Gay Hamilton (1968-1969)